# Grammia pseudoliturata
Grammia pseudoliturata là một loài bướm đêm thuộc phân họ Arctiinae, họ Erebidae.